# وینچنزو پالمبو
وینچنزو پالمبو (انگلیسی: Vincenzo Palumbo؛ زادهٔ ۱۷ مهٔ ۱۹۷۴) بازیکن فوتبال اهل ایتالیا است.
از باشگاه‌هایی که در آن بازی کرده‌است می‌توان به باشگاه فوتبال بازل، البیا کالچو ۱۹۰۵، باشگاه فوتبال دلفینو پسکارا، باشگاه فوتبال پیزا، باشگاه فوتبال امپولی، باشگاه فوتبال سروت ۱۸۹۰، و باشگاه فوتبال پالرمو اشاره کرد.